# 미하우 스쿠라시
미하우 크시슈토프 스쿠라시(폴란드어: Michał Krzysztof Skóraś, 2000년 2월 15일 ~ )는 폴란드의 축구 선수로, 현재 벨기에 퍼스트 디비전 A의 클뤼프 브뤼허에서 윙어로 뛰고 있다.